# Hilary Harris
Hilary Tjader Harris (* 9. Dezember 1929 Jackson County, Iowa in den Vereinigten Staaten; † 26. Oktober 1999 in New York City) war ein US-amerikanischer Filmregisseur, Experimental- und Dokumentarfilmer und einer der Pioniere der Zeitraffer-Fotografie sowie kinetischer Bildhauer. Sein von Templar Film Studios produzierter Dokumentarfilm Seawards the Great Ships wurde auf der Oscarverleihung 1962 mit einem Oscar ausgezeichnet.

## Biografie
Harris drehte 1950 seinen ersten Kurzfilm Pastoral, den er mit der Musik von Johann Sebastian Bach unterlegte. Von László Moholy-Nagys Arbeiten beeinflusst, nahm er seine beiden frühen Kurzfilme Longhorns (1951) und Generation (1956) zum Anlass, die Möglichkeiten der abstrakten Bewegung zu erkunden. In seinem folgenden Film Highway (1958) wurden seine sich schnell bewegenden Bilder von einer Rock-’n’-Roll-Partitur unterstützt. Die Aufnahmen zeigen ein rasendes Auto auf der Autobahn und auf Brücken in und um New York herum. Harris wurde 1958 auf dem Internationalen Experimentierfilmfestival in Brüssel für sein Werk mit einer Bronzemedaille ausgezeichnet.
In der Folge zog er dadurch die Aufmerksamkeit der Scottish Film Board auf sich, die ihn bat, einen Dokumentarfilm über den Schiffsbau am Clyde River in Glasgow zu drehen. Film und Produzent des Kurzfilms Seawards the Great Ships konnten einen Oscar in Empfang nehmen.
In den 1960er- und 1970er-Jahren betrieb Harris ein Atelier in Greenwich Village, wo sowohl experimentelle als auch dokumentarische, industrielle und animierte Filme entstanden. Sein Kurzfilm Neun Variationen über ein Tanzthema von 1966, in dem er sich mit der Tänzerin Bettie de Jong befasste, wurde auf diversen Filmfestivals ausgezeichnet. In dem Dokumentarfilm The Nuer von 1971 zeigte Harris die Nuer, eine zu den Niloten gehörende Gruppe afrikanischer Völker, die nilotische Sprachen sprechen und deren gemeinsame Urheimat im Südsudan vermutet wird.
Hilary Harris, der Pionierarbeit auf dem Gebiet der Zeitraffer-Fotografie leistete, zeigte das besonders in seinem Film Organism von 1975, wo dies die Grundtechnik seines Films ist. Harris zog in den 1980er-Jahren nach Woodstock, New York, wo er ein Haus in Form eines Raumschiffes für sich entwarf. Des Weiteren steckte er seine Arbeitskraft in die Entwicklung einer computerorientierten Zeichenmaschine. Zu dieser Zeit erkrankte er schwer und starb etliche Jahre später an den nach sich gezogenen Folgen dieser Erkrankung im Mount Sinai Hospital in Manhattan an Nierenversagen. Er wurde 69 Jahre alt.
Harris war in zweiter Ehe mit Maxine Barnes Rochlin verheiratet, aus der Ehe ging ein Sohn hervor. Mit seiner dritten Ehefrau Dena Crane hatte er zwei Töchter.

## Filmografie (Auswahl)
als Regisseur von Kurzfilmen, wenn nicht anders angegeben
- 1950: Pastoral
- 1951: Longhorns
- 1956: Generation
- 1958: Highway
- 1961: Seawards the Great Ships (+ Kamera)
- 1964: Das Gedränge (The Squeeze)
- 1965: Inside America (Fernseh-Mini-Serie, Folge The Dynamic Eye; Dialoge)
- 1966: Neun Variationen über ein Tanzthema (9 Variations on a Dance Theme)
- 1971: The Nuer (Dokumentarfilm; + Produzent)
- 1973: Element (Kamera)
- 1975: Organism
- 1980: Unser Kosmos (2 Episoden, spezielle Kameraaufnahmen):
 a) One Voice in the Cosmic Fugue
b) The Harmony of the Worlds
- 1982: Tides (Kamera)
- 1985: Ornette: Made in America (Dokumentation; Kameramann)

## Auszeichnungen (Auswahl)
BAFTA Awards
- 1961: nominiert mit seinem Film Seawards the Great Ships in der Kategorie „Bester Kurzfilm“

Oscarverleihung 1962
- Auszeichnung mit dem Oscar für den Film Sewards the Great Ships in der Kategorie „Bester Kurzfilm“ (Live-Action)